# NHKラジオセンター
NHKラジオセンター（エヌエイチケイラジオセンター）は、日本放送協会（NHK）のラジオ番組を制作する協会本部メディア総局配下の組織。

## 概要
1984年4月に設置された。東京・渋谷の協会本部であるNHK放送センター本館13階にあり、ラジオスタジオに隣接する。ここで制作した番組はNHKラジオ第1放送（中波）で放送されるが、同じ中波のラジオ第2放送のほか、FM放送（超短波）、NHKワールド・ラジオ日本（短波・衛星ラジオ）でも放送される。
ラジオセンターは一日を早朝・午前中・午後・夜間・深夜の5つのゾーンに分け、「ワイド番組」を核とした、報道、生活情報、音楽、バラエティーなどの番組を制作する。
番組編成面では同年4月改編・発足時から「おはよう」「ふれあい」「こんにちは」「こんばんは」と時間帯ごとにタイトルを変えながら、事実上終日ワンフォーマット形式で「ラジオセンター」の冠をつけた番組を放送。その後これを発展させる形で1989年から数年間、終日「NHKラジオセンター」という題名で放送したことがあった。
特に、ラジオ第1放送は1日の編成の約96%が生放送である。これは「24時間安心ラジオ」を目標として突発的な災害や事件などで必要に応じて速報を伝える体制を整えるためである。録音番組（主に20・21時台と、ラジオ深夜便の一部時間）が放送されている時間も、基本的に生放送で速報が出来るようにアナウンサーやスタッフ数名が待機している。

## アナウンサー・キャスター
ラジオセンター専属のアナウンサーを設けて、番組の進行役を務めさせている（NHK放送センター#ラジオセンター参照）。かつてはそれだけでなく、番組制作業務（プロデュース、ディレクターなど。かつてはアナウンスをせず業務専念のアナウンサーもいた）を担当するアナウンサーもいた。番組出演はラジオセンター所属以外からもメディア総局アナウンス室、日本語センター所属のアナウンサー、またNHKを一度退職したアナウンサーも出演している。
2010年度、NHKの組織改革に伴い、制作業務のみに専念していたアナウンサー（過去に地方局でアナウンス業務をしていた人も多くいた）については職種カテゴリがアナウンサーから番組制作者に変更された。NHKオンラインではアナウンサープロフィールのページは番組に出演するアナウンサーのみとなった。この組織改革は3年間の中期経営計画に基づき、報道・番組制作分野は人員を増やす一方、他の分野は抑制・減員させる方針が明確化されたことによるものである。制作担当者の氏名についてはNHKのアナウンサー一覧#ラジオセンター所属の制作担当者参照。
なおラジオセンター所属アナウンサーは原則としてラジオ番組のみ出演するが、柴田祐規子、阿部渉らのようなテレビのドキュメント番組などのナレーター担当での出演や、異動前より競馬中継を担当していた稲垣秀人が引き続き担当することもある。
アナウンサー以外にも、ラジオセンターと番組出演契約を交わした契約キャスターがいる。2019年4月時点の所属者は以下の通り。
- 石垣真帆（いしがき・まほ）（ごごラジ!担当、気象予報士）
- 浦野遥（うらの・はるか）（NHKきょうのニュース担当）
- 大久保彰絵（おおくぼ・あきえ）（NHKけさのニュース、マイあさ!担当）
- 黒崎瞳（くろさき・ひとみ）（Nらじ担当）
- 菅野真美恵（すがの・まみえ）（NHKジャーナル担当、気象予報士）
- 柴原紅（しばはら・べに）（ちきゅうラジオ担当）
- 高嶋未希（たかしま・みき）（NHKけさのニュース、マイあさ!担当）
- 高橋春菜（たかはし・はるな）（NHKきょうのニュース担当）
- 横山亜紀子（よこやま・あきこ）（NHKきょうのニュース担当）
- 渡辺ひとみ（わたなべ・ひとみ）（マイあさ!（土曜日・日曜日）担当）

## スタジオ
ラジオセンター内にスタジオがあり、ラジオ第1の生放送の番組は基本として放送センター13階の131・132スタジオから放送されている。
- CR131スタジオ - マイあさ!、NHKけさのニュース、ごごカフェ、NHKきょうのニュース、NHKジャーナル、らじらー！など。
- CR132スタジオ - ラジオ深夜便、らじるラボなど。
- ニューススタジオ - 131スタジオと132スタジオの間に位置する。定時ニュースや関東甲信越向けローカルニュース等を放送。
- CR133スタジオ … 実用化試験放送におけるデジタルラジオで使用。132スタジオの副調整室の隣にある。

なお、2013年の春にラジオセンターで大規模な放送設備の交換が行われ、それに伴い、新しいラジオスタジオがこれまでとは反対側に設置され、NHKのラジオニュースの制作現場も移動されることになり、2013年4月13日より運用を開始した。

## イメージキャラクター
2011年4月20日、NHKラジオ初のイメージキャラクター「らじる」が発表された。5月3日の渋谷DEどーもにてラジオ第1初出演を果たしている。詳細は同項目を参照。